# Campeonato Mato-Grossense Segunda Divisão 2021
In 2021 werd het zeventiende Campeonato Mato-Grossense Segunda Divisão gespeeld voor clubs uit Braziliaanse staat Mato Grosso. De competitie werd gespeeld van 27 juni tot 7 augustus en werd georganiseerd door de FMF. Sport Sinop werd kampioen.

## Eerste fase
| Plaats | Club        | Wed. | W | G | V | Saldo | Ptn. |
| ------ | ----------- | ---- | - | - | - | ----- | ---- |
| 1.     | Sport Sinop | 6    | 3 | 2 | 1 | 12:3  | 11   |
| 2.     | Academia    | 6    | 3 | 2 | 1 | 11:4  | 11   |
| 3.     | Mixto       | 6    | 2 | 3 | 1 | 9:6   | 9    |
| 4.     | Araguaia    | 6    | 0 | 1 | 5 | 3:22  | 1    |

|  | Geplaatst voor finale en promotie |

## Finale
|            |               |       |          |                         |
| 7 augustus | Sport Sinop   | 2 – 0 | Academia | Gigante do Norte, Sinop |
| 7 augustus | Rico Tiarinha |       |          | Gigante do Norte, Sinop |

## Kampioen
| Campeonato Mato-Grossense de 2021 - Segunda Divisão |
| Mato Grosso                                         |
| --------------------------------------------------- |
| SPORT SINOP Kampioen (1° titel)                     |